# Hoàng Đức Lừng
Hoàng Đức Lừng (sinh năm 1968) là một tướng lĩnh của lực lượng Công an nhân dân Việt Nam với cấp bậc hàm Trung tướng. Ông hiện giữ chức vụ Ủy viên Đảng ủy Công an Trung ương, Cục trưởng Cục Tổ chức Cán bộ, Bộ Công an (Việt Nam).

## Xuất thân
Hoàng Đức Lừng sinh năm 1968, quê quán tại xã Bãi Sậy, huyện Ân Thi, tỉnh Hưng Yên.
Ông tốt nghiệp Trung cấp Thông tin liên lạc, Đại học Cảnh sát và Thạc sĩ Luật.

## Sự nghiệp
Năm 1986, ông tham gia lực lượng Công an nhân dân Việt Nam.
Hoàng Đức Lừng là đảng viên Đảng Cộng sản Việt Nam. Ông có chứng chỉ cao cấp lí luận chính trị.
Trước năm 2014, ông công tác tại Bộ Công an Việt Nam. Ông từng giữ các chức vụ khác nhau như Phó Trưởng phòng, Trưởng phòng thuộc Vụ Tổ chức cán bộ (Cục Tổ chức cán bộ, Bộ Công an hiện nay).
Từ năm 2014 đến năm 2015, Hoàng Đức Lừng là Đại tá, Phó Giám đốc Công an tỉnh Hải Dương.
Tháng 10 năm 2018, Hoàng Đức Lừng là Đại tá, Phó Cục Trưởng Cục Tổ chức cán bộ, Bộ Công an.
Tháng 6 năm 2019, ông được thăng cấp bậc hàm Thiếu tướng Công an nhân dân Việt Nam.
Ngày 15 tháng 5 năm 2020, ông được bổ nhiệm giữ chức vụ Cục trưởng Cục Tổ chức Cán bộ, Bộ Công an (Việt Nam).

## Lịch sử thụ phong cấp bậc hàm
| Năm thụ phong | –      | 2019        | 2022        |
| ------------- | ------ | ----------- | ----------- |
| Quân hàm      |        |             |             |
| Cấp bậc       | Đại tá | Thiếu tướng | Trung tướng |